# Землетрясение к юго-западу от Манхэттен-Бич (2010)
Землетрясение магнитудой 3,7 произошло 7 июня 2010 года в 23:59:27 (UTC) в штате Калифорния (США), в 5 км к юго-западу от Манхэттен-Бич. Гипоцентр землетрясения находился на глубине 11,2 километров. 
Землетрясение ощущалось в населённых пунктах: Инглвуд, Уилмингтон, Калвер-Сити, Эль-Сегандо, Гардина, Хоторн, Эрмоса-Бич, Хантингтон-Парк, Лондейл, Ломита, Лонг-Бич, Лос-Анджелес, Манхэттен-Бич, Плая-дель-Рей, Редондо-Бич, Сан-Педро, Торранс. Подземные толчки ощущались в округах: Лос-Анджелес и Ориндж.
В результате землетрясения сообщений о жертвах и разрушениях не поступало.
Ранее в тот же день в этом же регионе произошло землетрясение магнитудой 3,5.

## Тектонические условия региона
Южная Калифорния находится на окраине Тихоокеанской плиты, одной из множества тектонических плит, которые соединяются вместе, образуя земную кору. Непрерывное смещение и взаимодействие этих плит приводит к возникновению трещин и деформаций горных пород, называемых разломами. Движение пород по разлому высвобождает накопленную энергию, вызывая землетрясения. В 1933 году, в результате землетрясение в Лонг-Бич значительный ущерб был причинён городу Манхэттен-Бич. К счастью, в результате землетрясения в самом городе никто не пострадал, но в его окрестностях погибло 120 человек. Хотя на поверхности нет никаких признаков разломов, которые проходят через Манхэттен-Бич, известно, что на глубине находится разлом Комптона. Кроме того, несколько региональных потенциально активных разломов поблизости могут вызвать достаточно мощное землетрясение, способное вызвать разрушения и привести к гибели людей. Уровень ущерба, нанесённого городу в результате землетрясения, будет зависеть от величины события, расстояния от эпицентра до города, геологических материалов, а также прочности и качества строительных конструкций. Хотя само по себе землетрясение может причинить ущерб, связанные с этим последствия, такие как разжижение грунтов, оползни и цунами, также вызывают беспокойство у городских властей.
В Южной Калифорнии имеется много разломов, которые могут потенциально повлиять на Манхэттен-Бич, в том числе разлом Сан-Андреас, расположенный примерно в 75 километрах от города. Подвижки горных пород в этом разломе вызвали землетрясения 1994 года в Нортридже и 1987 года в Уиттиер-Нарроус.